# Hærens Flyvertropper
Hærens Flyvertropper var Danmarks landmilitære flystyrke fra 1912 til oktober 1950, da Hærens Flyvertropper blev assimileret af det selvstændige danske luftvåben; Flyvevåbnet.
Den 17. juli 1910 krydsede den danske flypioner Robert Svendsen Øresund fra Kløvermarken til Limhamn i flyvemaskinen Dania. Dette var en kulmination af diverse danske flyverekorder – uafbrudt flyvning i mindst 15 minutter og en højderekord på 84 meter i januar samt en flyvning rundt om Københavns Rådhustårn i juni. Fra at være noget upålideligt legetøj viste flyvemaskinen sig herefter at være interessant for militæret i Danmark og Sverige.
Krigsministeriet oprettede i juli 1912 Hærens Flyveskole på Kløvermarken. Den havde et B&S-monoplan (Berg og Storm) bygget på B&W. Værkstederne på Kløvermarken byggede senere fly på licens og designede selv fly. I 1923 blev Flyverkorpset oprettet og pr. 1. november 1932 fik det navnet Hærens Flyvertropper.

## 9. april 1940
Hærens Flyvertropper var opdelt i Sjællandske og Jydske Flyverafdeling, begge hjemmehørende i Værløselejren ved København. Flyene kunne spredes til feltflyvepladser rundt omkring i Danmark, men regeringen havde forbudt troppeforskydninger, da de kunne fremprovokere et forebyggende tysk angreb. Tidligt om morgenen angreb ni tyske Messerschmitt Bf 110 Værløselejren med maskinkanoner. Otte danske fly udbrændte, yderligere 16 fly blev ramt og et Fokker C.V-rekognosceringsfly fra 5. Eskadrille blev skudt ned under starten, med to døde til følge (løjtnant V. Godtfredsen og sekondløjtnant C.F. Brodersen).
- Sjællandske Flyverafdeling
  - 1. Eskadrille
    - 13×Gloster Gauntlet, IIJ

  - 3. Eskadrille
    - 11×Fokker C V, IIIR
- Jydske Flyverafdeling
  - 2. Eskadrille
    - 9×Fokker D.XXI, IIIJ
    - 3×Fokker C V, IIIR

  - 5. Eskadrille
    - 14×Fokker C V, IIIR
- Flyveskolen
  - 12×de Havilland Tiger Moth, IS
  - 6×O-maskinen, IIO
- Ballonparken
  - 2×Cierva C.30, IM

## 2. verdenskrig
Værnemagten tillod Danmark at have bevæbnede soldater, men forbød militær flyvning. De danske fly blev opmagasineret, men blev efterhånden indsat af Luftwaffe på Østfronten. Fire piloter fra Hærens Flyvertropper søgte frivilligt ind i Luftwaffe: Kaptajnerne Asger T. Harild og Knud E. Ravnskov, kaptajnløjtnant Einar Thorup og løjtnant O.C. Terp. Thorup blev skudt ned ved Leningrad i juni 1942 og Ravnskov faldt ned under en prøveflyvning af en Messerschmitt Bf 110 samme år. Harild fløj Stuka, mens Terp blev hårdt såret som jagerpilot på Østfronten. Han fik politisk asyl i USA efter krigen, og blev senere ansat af det vesttyske Luftwaffe. Flere andre hærpiloter gik i allieret tjeneste og nogle flygtede til Sverige og fløj for den Danske Brigade.

## Flytyper 1912-40
- 1 B&S 1912 – 1913
- 4 Maurice Farman 1913 – 1922
- 3 Henri Farman 1913 – 1919
- 1 Caudron 1914 – 1922
- 1 Bleriot 1915
- 2 Morane Saulnier 1915 – 1919
- 2 DK I & II 1916 – 1924
- 12 F.B. 5 1917 – 1924
- 6 Type Aa. 1917 – 1919
- 9 H.1 til H.5 1918 – 1924
- 2 Södertälje Werkstad 17 1918 – 1924
- 5 LuftVerkehrsGesellschaft B III 1920 – 1929
- 4 Brequet XIV. A2 1920 – 1927
- 5 Avro 504K 1921 – 1931
- 1 Rumpler BI 1921
- 1 Fokker D.VII 1922 – 1927
- 5 Fokker C I 1923 – 1933
- 8 Potez XV H2 1923 – 1928
- 2 Fokker S III 1924 – 1927
- 41 Fokker C.V IIIR 1926 – 1940
- 22 O-maskinen IO, 1928 – 1940
- 8 de Havilland Moth 1928 – 1940
- 4 Bristol Bulldog IJ, 1931 – 1940
- 15 de Havilland Tiger Moth IS, 1933 – 1940
- 2 de Havilland Dragon IIS, 1934 – 1939
- 2 Cierva C30 Autogyro IM, 1936 – 1940
- 18 Gloster Gauntlet IIJ, 1936 – 1940
- 2 de Havilland Dragonfly IIIS, 1937 – 1939
- 12 Fokker D.XXI IIIJ, 1938 – 1940

Rekognosceringsfly, Overgangsfly, Jagerfly, Skolefly, Mølleplan. 

I 1947 blev Hærens og Søværnets Flyveledelse oprettet til at genindføre dansk militær flyvning efter Besættelsen. Luftwaffe havde efterladt adskillige topmoderne kampfly og andet udstyr samt anlagt nogle flybaser – f.eks Fliegerhorst Grove, Fliegerhorst Vejle, Fliegerhorst Hadersleben og Fliegerhorst Tirstrup. De efterladte tyske fly blev ødelagt af den britiske hær allerede i 1945 ved bl.a. at køre over dem med kampvogne.
Allierede rustningsfabrikker havde produceret for mange kampfly, især til den aflyste invasion af Japan i 1946. Frem for at lade Danmark bruge de tyske fly modtog Danmark Spitfire, Oxford o.lign. Da de tyske fabrikker blev ændret til at producere fredstidsprodukter, ville der ikke være nogen teknisk støtte til de tyske fly alligevel.

## Hærens Flyvetjeneste
Hærens generalstab mente, at Flyvevåbnets fly, der var afhængige af lange betonstartbaner, var for langt fra Hærens behov. Derfor oprettede Hæren i 1958 "Artilleriflyvebatteri Vandel". Det var artilleriofficerer, der fløj små højvingede propelfly, der kunne operere fra en pløjemark. Skandinavisk Aero Industri udviklede KZ-X til den danske hær, men efter nogle styrt forårsaget af, at halen blev revet af i luften, blev KZ-X opgivet. Danmark modtog derefter 16 Piper L-18 Super Cub som våbenhjælpsfly fra USA. Artilleriflyvebatteriet hørte under 4. feltartilleriregiment i Varde, men havde base på Flyvestation Vandel. Flyene skulle dirigere ilden fra de langtrækkende kanoner, og indtil der blev installeret radio i flyene måtte man kommunikere med nedkastede sandsække. I april 1968 nedbrændte hangarerne med fly i, og kun to Super Cup overlevede.
I 1971 oprettede Hæren "Hærens Flyvetjeneste" (HFT) med både helikoptere og mindre propelfly. Det drejede sig om de amerikanske Hughes OH-6 Cayuse og de svenske Saab T-17 Supporter-fly. I 2003 blev HFT omdannet til Eskadrille 724 under Flyvevåbnet.
Helikopterne blev også benyttet af politiet til hastighedskontrol på landevejene.
En af disse helikoptere fløj ind i en højspændingsledning og styrtede ned.
Den foreløbigt sidste gang, den danske hær opererede luftfartøjer, var da Dronningens Artilleriregiment i Varde havde 11 Sagem Sperwer-droner (tårnfalke) fra 2002 til 2005. De fungerede ikke optimalt og må betegnes som et fejlkøb. Tårnfalken/Sagem blev afhændet billigt til Canada, der heller ikke fik dem til at virke.